# Neoserica austera
Neoserica austera är en skalbaggsart som beskrevs av Moser 1917. Neoserica austera ingår i släktet Neoserica och familjen Melolonthidae. Inga underarter finns listade i Catalogue of Life.